# František Chmel
František Chmel (5. března 1889 Nový Hrozenkov  – 11. srpna 1958 Uherský Ostroh), byl český akademický malíř, grafik a pedagog.

## Život
Narodil se v Novém Hrozenkově podučiteli Ignáci Chmelovi. Po absolvování obecné školy studoval na reálce v Holešově a později v Uherském Brodě. Následně v letech 1912–1916 studoval na pražské Akademii výtvarného umění u prof. V. Bukovace, V. Hynaise, H. Schvaigra a J. Preislera. Po ukončení studia na akademii pokračoval ve studiu v letech 1916–1917 na filozofické fakultě Karlovy Univerzity a v letech 1917–1918 na České škole technické v Praze. Po ukončení studia získal učitelskou aprobaci a vyučoval do roku 1921 kreslení na reálce v Uherském Brodě. Mezitím se v Olomouci oženil s Hermínou Zárubovou. Od září 1921 vyučoval stejnému předmětu na reálném gymnáziu v Hranicích, kde působil až do roku 1949, kdy odešel do důchodu. Následně se odstěhoval zpět do Uherského Brodu, kde 11. srpna 1958 ve věku 69 let zemřel.
Malíř František Chmel maloval hlavně o školních prázdninách především krajinné motivy z Valašska a Slovácka, ale také z okolí města Hranic. Prováděl a navrhoval rovněž jevištní scénickou malbu a též se zabýval grafikou a malbou portrétů.